# ققرتاق
ققرتاق (بالإنجليزية: Qeqertaq)‏ هي مستوطنة تقع في جرينلاند في جرينلاند. يقدر عدد سكانها بـ 130 نسمة .